# برف‌گل‌ها
برف‌گل‌ها (نام علمی: Convallaria) نام یک سرده از زیرخانواده کوله‌خاسیان است.